# Pauesia juniperina
Pauesia juniperina är en stekelart som beskrevs av Jaroslav Stary 1979. Pauesia juniperina ingår i släktet Pauesia och familjen bracksteklar. Inga underarter finns listade i Catalogue of Life.